# Balogh Irma
Balogh Irma, Lakatosné (Börvely, 1930. október 6. –) romániai magyar újságíró, ifjúsági író.

## Életútja
A szatmári tanítóképző elvégzése után a Romániai Magyar Szó (1952), az Ifjúsági Könyvkiadó (1953–57), a Falvak Dolgozó Népe (1957–58), az Előre (1963–67), majd a Jóbarát szerkesztőségének tagja. 1977-től a Jóbarát "Művészet-Etika" rovatát vezette. Folyóiratokban, napilapokban, naptárakban riportokkal, kritikákkal, főleg mesékkel szerepelt, Kalandos vakáció című képregényét folytatásokban közölte a Jóbarát (1975).

## Kötetei
- Egyszer volt, hol nem volt. A legszebb mesék könyve, 1-2.; vál., bev. Balogh Irma; Poligrafic Casa Scanteii, Bukarest, 1974
- A fecskék hazajönnek. Karcolatok; Creangă, Bukarest, 1979 (Beszélő tükör)
- Barátaim, a serdülők; Politikai, Bukarest, 1979
- Kerékpárral a világ körül; Creangă, Bukarest, 1992